# Taharqa
Nefertemkhure Taharqa (hay Taharqo) là pharaon thứ tư của Vương triều thứ 25 trong lịch sử Ai Cập cổ đại và là vua của Vương quốc Kush, cai trị trong khoảng năm 690 – 664 TCN.

## Gia quyến
Taharqa là con trai của pharaon Piye và vương hậu Abar, và có thể là anh em cùng cha với pharaon Shebitku. Các bà vợ:
- Chính cung Atakhebasken, tước phong "Người vợ hoàng gia vĩ đại"[3], được chôn tại kim tự tháp Nu.36 (Nuri, Sudan). Những vật dụng tìm được trong mộ hoàng hậu là một tượng shabti và những chiếc bình canopic[4][5].
- Takahatenamun, chị em cùng cha với Taharqa, được biết đến qua một bức phù điêu cùng chồng tại Gebel Barkal. Bà có thể được an táng tại kim tự tháp Nuri số 21[4][5].
- Naparaye, chị em cùng cha với Taharqa, được an táng tại kim tự tháp Ku.3 (el-Kurru). Các phong hiệu được biết đến qua mộ của bà[4][5].
- Tabekenamun (?), Nữ tư tế của Hathor và Neith, được biết đến qua bức tượng Cairo 49157 ở Karnak. Nhiều người cho rằng, bà là vợ của Shabaka[4].
- [..]salka (?), mẹ đẻ của vua Atlanersa, tuy nhiên không thể chứng minh được mối quan hệ giữa hai mẹ con bà với Taharqa[3]. Atlanersa thường được nghĩ là con của vua Tantamani.

Taharqa có nhiều người con, nhưng không rõ ai là mẹ của họ.
- Amenirdis II, Nữ tư tế của Amun, được Shepenupet II (chị em với Taharqa) nhận nuôi. Amenirdis sau đó lại nhận nuôi Nitocris I, con gái của vua Psamtik I.
- Hoàng tử Nesishutefnut, Nhà tiên tri của Amun[6].
- Hoàng tử Nesanhuret, không rõ tước phong[7][8].
- Thái tử Ushankhuru, xuất hiện cùng với cha mình trên tấm bia chiến thắng của vua người Assyria Esarhaddon. Cả hai cha con được mô tả là những tù binh, đang bị trói và quỳ trước Esarhaddon[9][10].
- Các công chúa Yeturow, Khalese (?) và Peltasen (?) đều kết hôn với vua Atlanersa[8][11][12].
- Atlanersa (?)[3].

## Trị vì
Taharqa đã tuyên bố rõ ràng trên tấm bia Kawa V rằng, ông đã được trao truyền ngôi báu từ vị vua trước (trước đây được cho là Shebitku nhưng thực sự là Shabaka): "Ta nhận được vương miện ở Memphis sau khi Chim ưng (ý chỉ Shabaka) bay về trời". Tuy nhiên, Taharqa lại bỏ qua danh tính và sự cai trị của vị vua tiền nhiệm, có thể bởi vì ông đã lật đổ vua Shabaka.
Khoảng 20 tuổi, Taharqa đã đem quân chiến đấu với vua người Assyria, Sennacherib tại Eltekeh. Sau đó, Sennacherib buộc phải lui quân vì 185.000 binh sĩ Assyria đã tử trận, theo Kinh thánh. Sức mạnh quân sự dưới thời Taharqa đã đưa Ai Cập đến một thời kỳ thịnh vương và yên ổn. Ông đã cho phát triển nông nghiệp, khiến sản lượng thu hoạch dồi dào. Taharqa cũng đã cho trùng tu và xây dựng thêm nhiều đền đài tại quê nhà tại Napata, Gebel Barkal và đền Karnak.

### Assyria xâm lược Ai Cập
Tuy nhiên, vận thế thay đổi, Assyria cuối cùng cũng đánh bại được Ai Cập. Năm 671 TCN, Esarhaddon chiếm được Memphis, bắt được Taharqa cùng vợ con của ông, giải về Assyria. Khi Esarhaddon quay về Assyria, ông đã cho dựng các tấm bia chiến thắng ở nhiều nơi. Taharqa lại trốn được, và đã tập trung lực lượng để nổi dậy. Esarhaddon đã chết trên đường trở lại Ai Cập, và con ông Ashurbanipal, một lần nữa đánh bại Taharqa. Taharqa phải chạy về Thebes và mất tại đó, được táng tại kim tự tháp Nu.1 (Nuri, Sudan).

## Hình ảnh

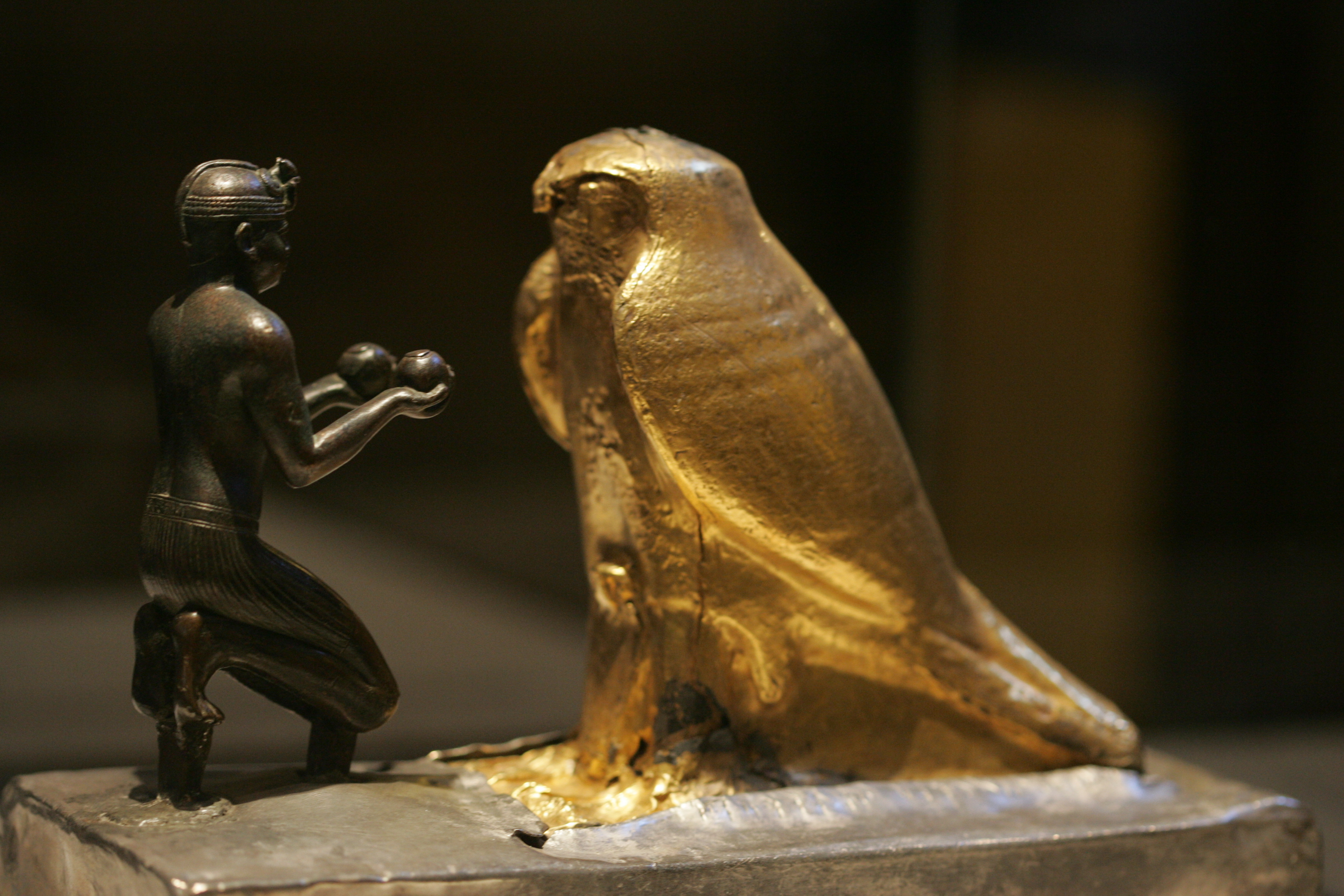
Taharqa và chim ưng thần Hemen (Bảo tàng Louvre)
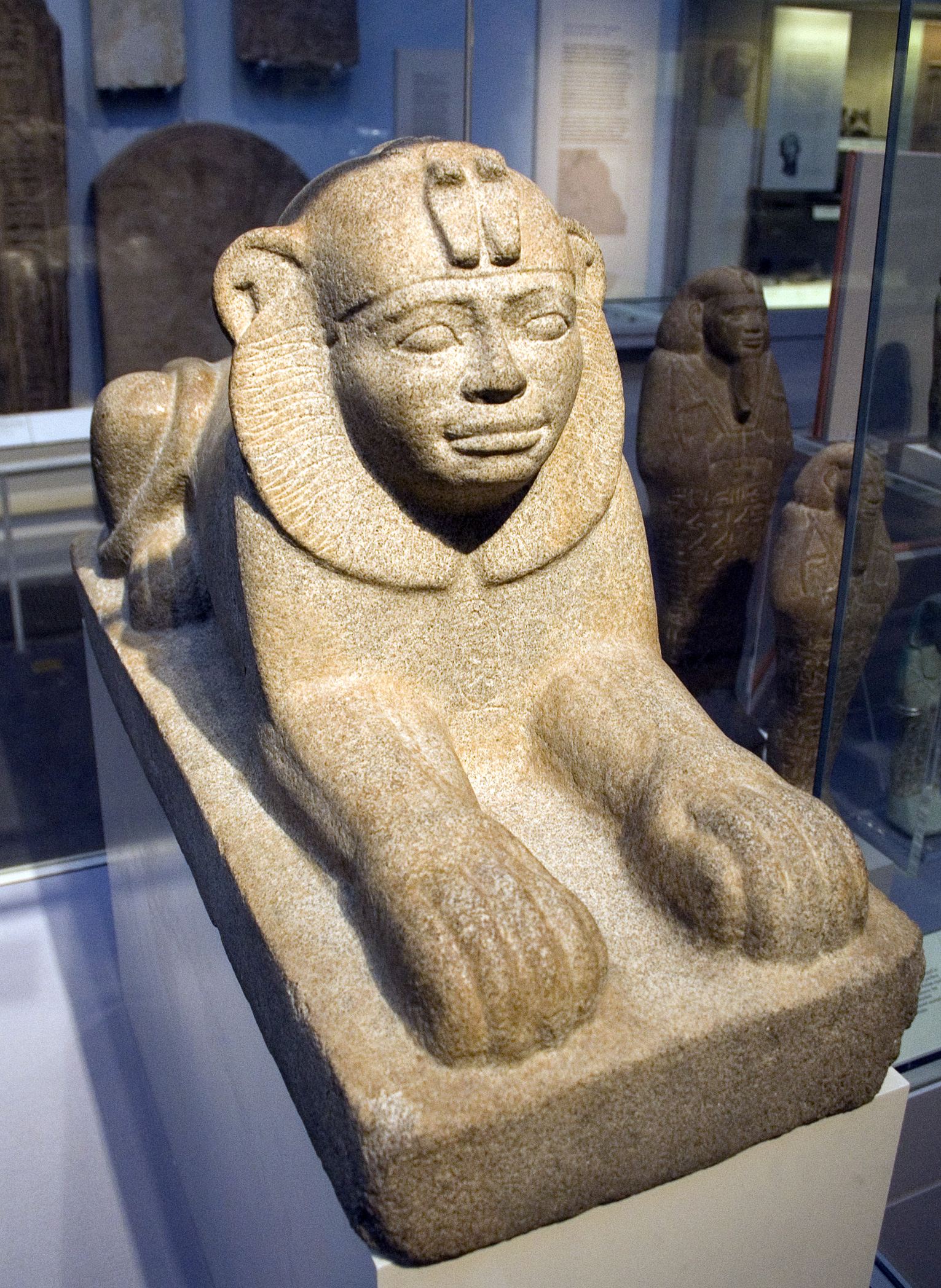
Tượng nhân sư Taharqo (Bảo tàng Anh)
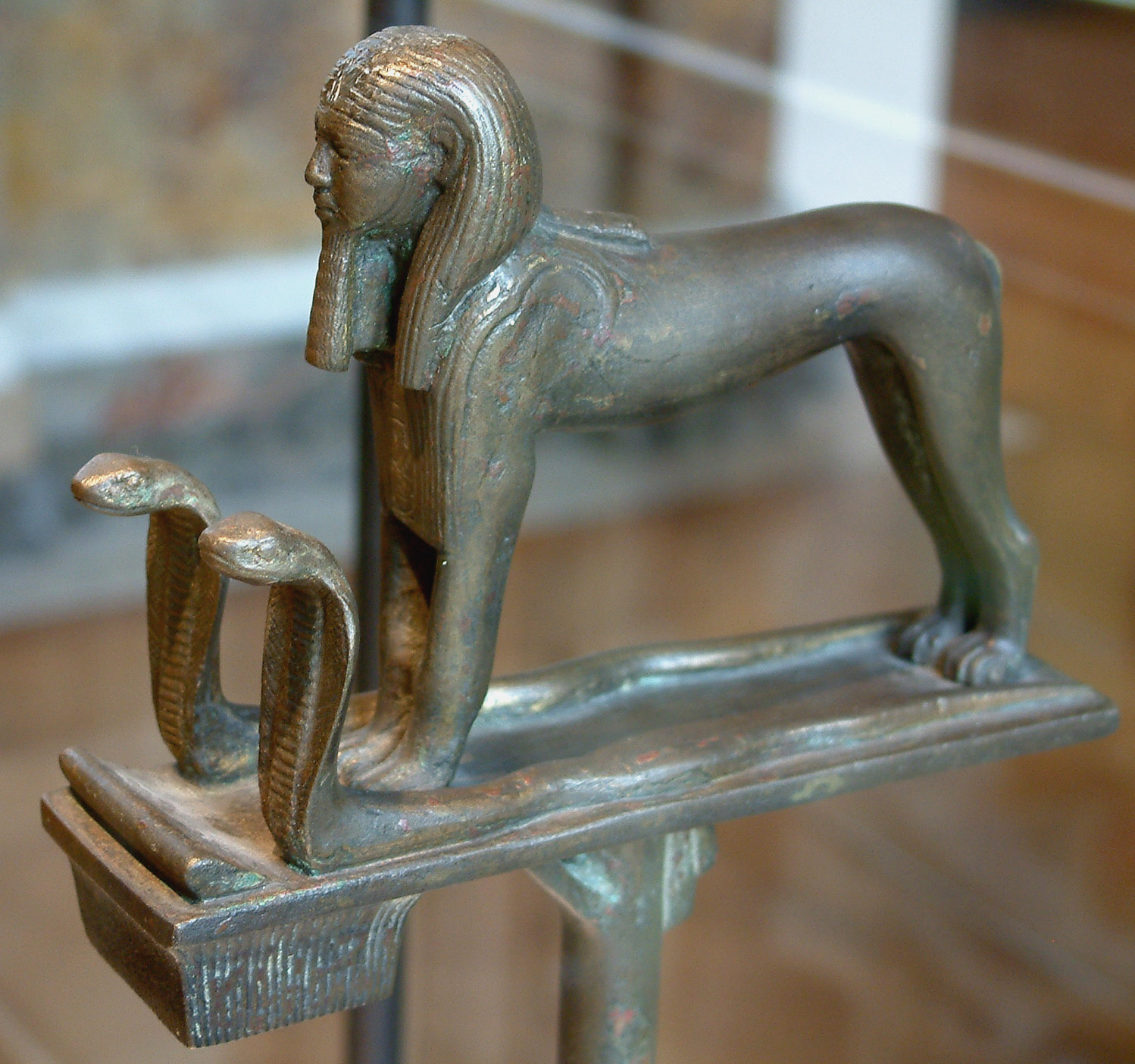
Tượng nhân sư Taharqo (Bảo tàng Louvre)
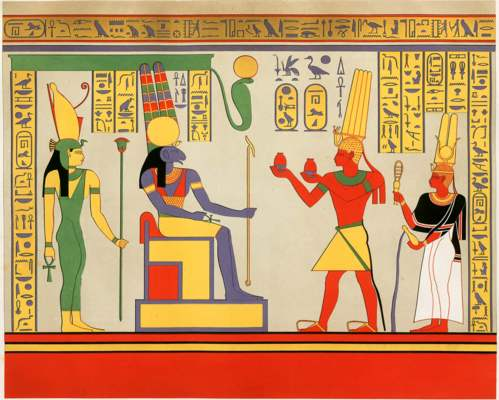
Taharqa và vương hậu Takahatenamun (phù điêu tại Gebel Barkal)
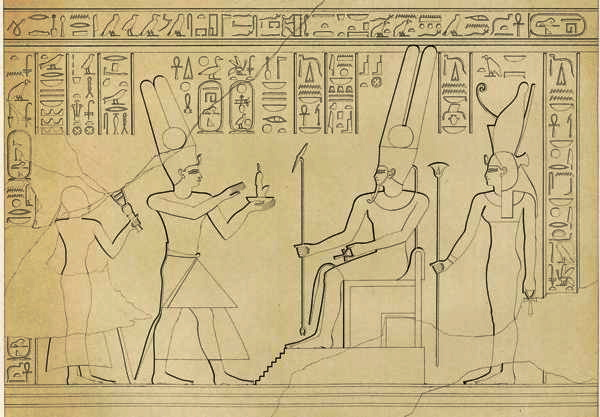
Taharqa và thái hậu Abar (trái) (phù điêu tại Gebel Barkal)